# Vicaire paroissial
Pour les articles homonymes, voir Vicaire (homonymie).
 (septembre 2023).
Si vous disposez d'ouvrages ou d'articles de référence ou si vous connaissez des sites web de qualité traitant du thème abordé ici, merci de compléter l'article en donnant les références utiles à sa vérifiabilité et en les liant à la section « Notes et références ».
Le vicaire paroissial, ou plus simplement vicaire, est un prêtre qui assiste le curé d'une paroisse. Il peut aussi le suppléer en cas d'absence ou de maladie et desservir, sous l'autorité de celui-ci, une église succursale dans ladite paroisse.

## Vicaires célèbres

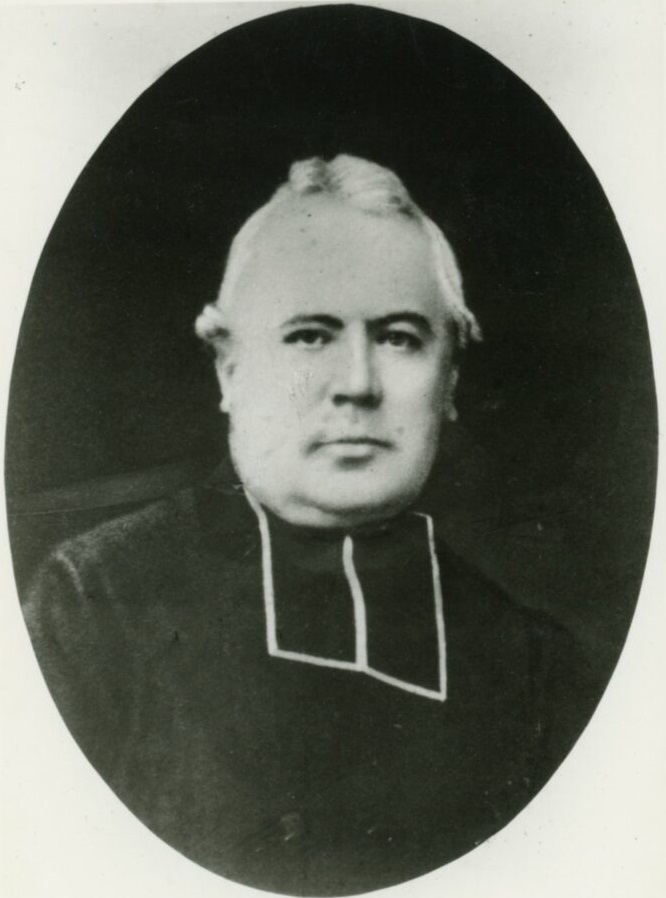
L'abbé Bertrand-Marie Pomian.

L'abbé Bertrand-Marie Pomian, né à Aveux (Hautes-Pyrénées) le 27 septembre 1822 et mort à Lourdes le 15 juillet 1893, est ordonné prêtre 19 décembre 1846, nommé vicaire de Castelnau-Magnoac en 1847, puis vicaire d'Ossun en 1848 et vicaire de Lourdes le 1er novembre 1851. Il est l'un des trois vicaires de la paroisse de Lourdes sous l'autorité du curé Dominique Peyramale au moment des apparitions mariales de Lourdes. L'abbé Pomian est le catéchiste de Bernadette Soubirous et devient le premier prêtre à qui elle se confie sur les apparitions, puis son confesseur et son premier directeur spirituel.
Le bienheureux Jean-Baptiste Fouque demeure toute sa vie vicaire paroissial.